# Lars Rådeström

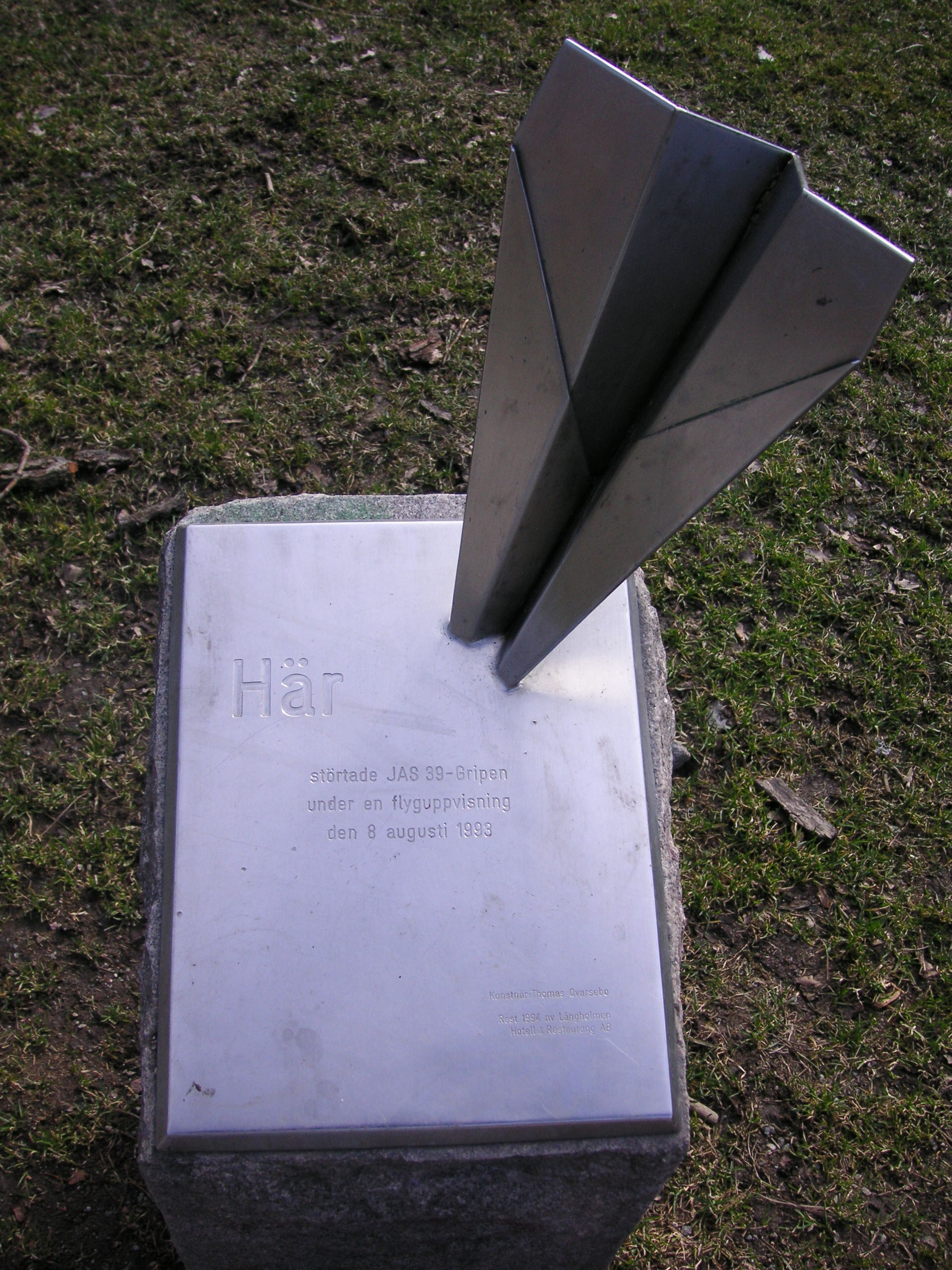
"JAS-minnet" på Långholmen.

Lars Gunnar Robert Rådeström, född 7 juni 1944 i Eskilstuna, är en svensk före detta testpilot. Rådeström flög stridsflygplanet JAS 39 Gripen vid de två första haverierna med flygplansmodellen. Vid båda tillfällena hamnade olyckorna på film och väckte stor uppmärksamhet och omfattande kritik mot Gripenprojektet. Vid det första haveriet den 2 februari 1989 skulle Rådeström landa sitt flygplan efter en provflygning från Saabs flygfält i Linköping när ett programvarufel påverkade det datoriserade styrsystemet. Detta filmades av Aktuellt.
Vid det andra tillfället den 8 augusti 1993 havererade Rådeströms JAS 39 Gripen under en flyguppvisning under Vattenfestivalen i Stockholm. Rådeström sköt ut sig med planets raketstol. Detta haveri orsakades av att styrsystemet och piloten kom i otakt efter en avancerad flygrörelse. Sedan 1994 finns skulpturen JAS-minnet av konstnären Thomas Qvarsebo på platsen.